# Lucy Stone
Lucy Stone, född 13 augusti 1818 i West Brookfield i Worcester County, Massachusetts, död 18 oktober 1893 i Dorchester i Boston, Massachusetts, var en amerikansk abolitionist och kvinnorättsaktivist. Hon var med och ordnade USA:s första National Woman's Rights Convention 1850 och startade veckotidningen Woman's Journal 1870.

## Biografi
Lucy Stone var åttonde barnet (av nio) till Hannah och Francis Stone och växte upp på familjens gård nära West Brookfield i Worcester County. Hennes tre äldre bröder fick gå på college, men fadern vägrade låta sina döttrar få högre utbildning. Lucy började avsky faderns auktoritära sätt, men fann att han hade stöd i Bibeln och i samhället. Hon bestämde sig för att aldrig gifta sig och utbilda sig så mycket som möjligt och försörja sig själv. När hon fick en ledig stund plockade hon bär, sålde dem och köpte skolböcker. Efter grundskolan blev hon lärare och fick en liten lön så att hon kunde börja spara till fortsatta studier. Hon hjälpte också frigivna slavar att läsa så de kunde komma in på grundskolan.

### Oberlin College
Efter att ha sparat i nio år kunde Stone söka till Oberlin College i Ohio. Det var den enda skolan där kvinnor kunde studera tillsammans med män. Även svarta studenter var välkomna. Under tredje året träffade hon Antoinette Brown som läste teologi och de blev nära vänner. Tillsammans tog de en kurs i retorik. Stone upptäckte hon hade talang, men de fick inte debattera i närvaro av män. Stone och Brown möttes i hemlighet och tränade upp sin förmåga att tala offentligt. Stone blev en skicklig föreläsare och Brown blev präst i en mindre församling i New York, den första kvinnliga prästen i USA.

### Sällskapet för att avskaffa slaveriet
I Oberlin träffade Stone William Lloyd Garrison, som hade startat American Anti-Slavery Society. Hon blev engagerad i denna rörelse och efter sin examen höll hon ett tal i sin brors kyrka i Worcester County. Efter det talet blev hon anlitad av abolitionistsällskapet. Hon blev en av de första kvinnor som talade offentligt och hon ryggade inte tillbaka när publiken hånade henne och kastade tomater och ägg på henne.

### Kvinnors rättigheter

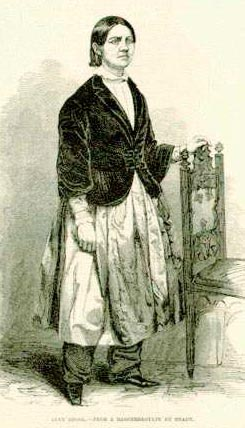
Lucy Stone i bloomers

Stone var med och arrangerade den första nationella konferensen om Kvinnors rättigheter 1850. Hon fortsatte att agitera för kvinnors rättigheter, för nykterhet och allmän rösträtt. Hon införde också en dräktreform, Bloomers, med bekvämare kläder.

### Familj
År 1853 träffade Stone Henry Blackwell, en engagerad abolitionist. Han friade men under en period på två år vägrade hon gifta sig. Till slut gifte de sig, men hon vägrade ta hans efternamn. Paret bosatte sig i Orange, New Jersey och fick dottern Alice.